# Albrecht Unsöld
Albrecht Otto Johannes Unsöld (20. dubna 1905 – 23. září 1995) byl německý astrofyzik, známý pro své příspěvky v oblasti spektroskopické analýzy hvězdných atmosfér.

## Kariéra
Narodil se ve Württembersku, školní docházku absolvoval v Heidenheimu. Poté studoval fyziku na univerzitě v Tübingenu a na Mnichovské univerzitě. V Mnichově studoval pod vedením Arnolda Sommerfelda a zde v roce 1927 získal doktorát.  Získal stipendium Rockefellerovy nadace a pracoval v Postupimi a na observatoři Mount Wilson v Pasadeně. V roce 1929 pak dokončil habilitaci v Mnichově.  Následující rok získal post asistenta na ústavu teoretické fyziky na Hamburské univerzitě. V roce 1932 se potom stal profesorem a ředitelem ústavu pro teoretickou fyziku na univerzitě v Kielu. Tuto pozici zastával až do odchodu do penze v roce 1973, i potom ale zastával post emeritního profesora a zůstal vědecky aktivní. 
Zatímco pobýval v Mnichově, pomohl Sommerfeldovi prozkoumat atomovou teorii.  Unsöldův teorém říká, že čtverec celkové elektronové vlnové funkce pro zaplněnou nebo polozaplněnou slupku je sféricky symetrický. Podobně atomy, které obsahují zaplněnou nebo zpola zaplněnou s orbital druhé periody s 3 nebo 6 p elektrony jsou kulového tvaru. Stejně tak atomy třetí periody, které mají 5 nebo 10 d elektronů. Z tohoto důvodu jsou kulové atomy v prvním, druhém, sedmém, dvanáctém, patnáctém a osmnáctém sloupci periodické tabulky.
V Kielu intenzivně studoval radiační tlumení, Dopplerovské posuny, elektrická pole a kolize na vznik a tvar spektrálních čar ve hvězdných atmosférách. V roce 1939 provedl analýzu hvězdy Tau Scorpii na základě dat z Yerkesovy observatoře a McDonaldovy observatoře. Šlo o první podrobnou analýzu jiné hvězdy než Slunce. Unsöld byl schopen určit fyziku a složení atmosféry hvězdy. 
Rovněž byl editorem časopisu "Zeitschrift für Astrophysik", dokud nebyl tento časopis sloučen s jinými za vzniku magazínu "Astronomy and Astrophysics". Napsal také mnoho odborných knih. 

## Ocenění
V roce 1957 získal medaili Catheriny Bruceové, o rok později Gold Medal of the Royal Astronomical Society. Jmenuje se po něm asteroid 2842.